# 特雷斯克魯塞斯山國家公園

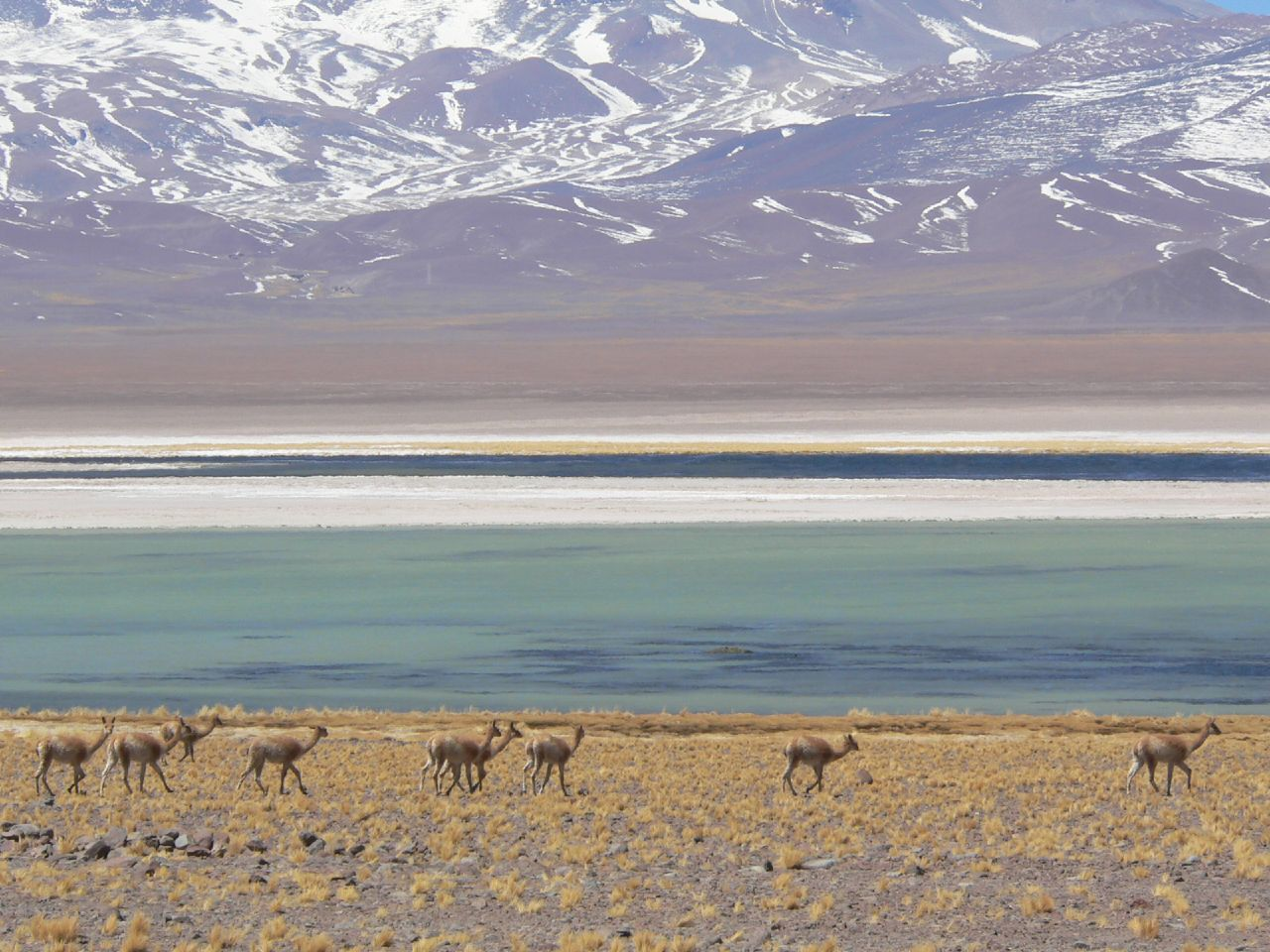

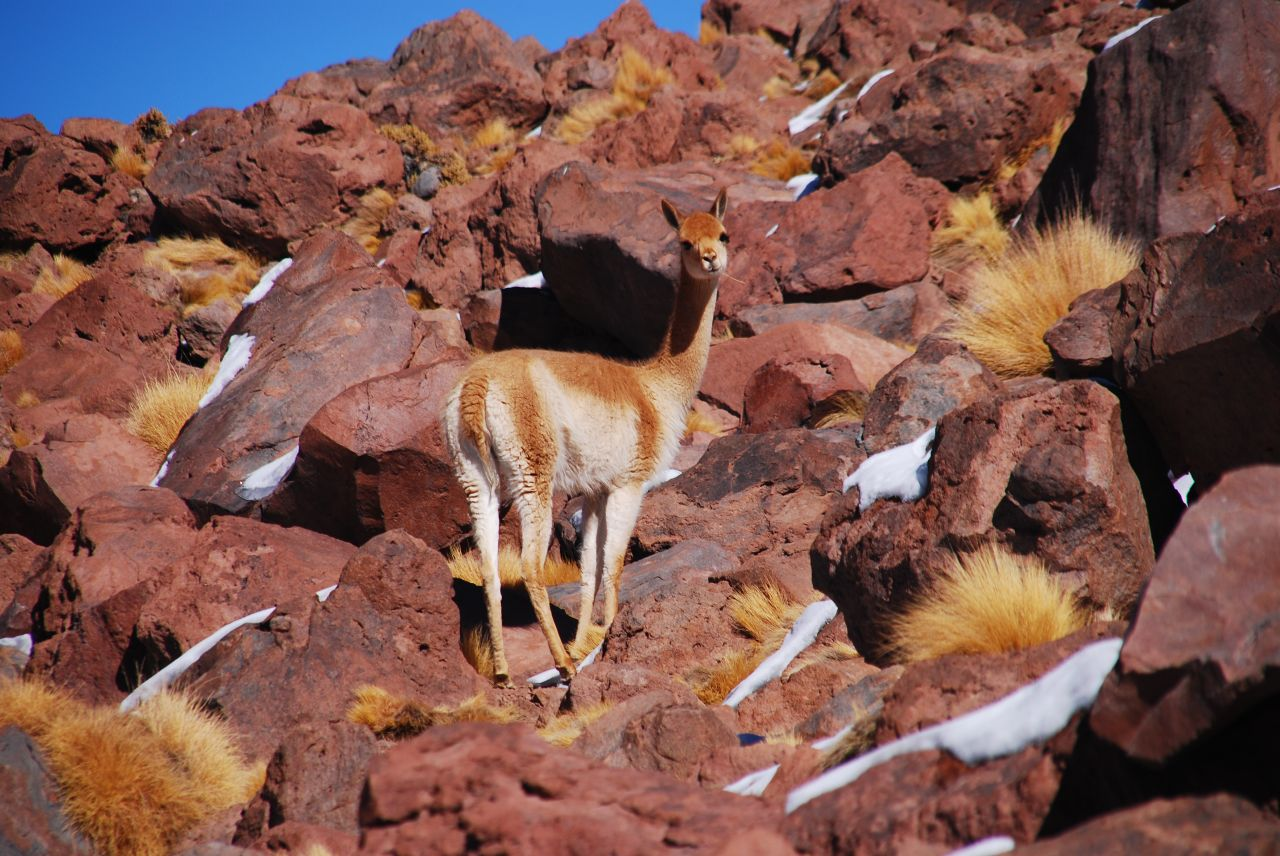

特雷斯克魯塞斯山國家公園是智利的國家公園，位於該國中北部，由阿塔卡馬大區負責管轄，距離科皮亞波93.2英里，成立於1994年7月29日，面積591平方公里。

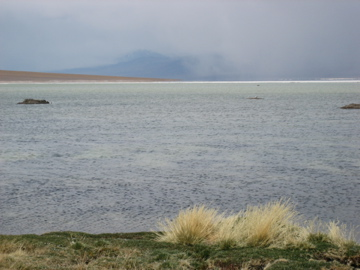

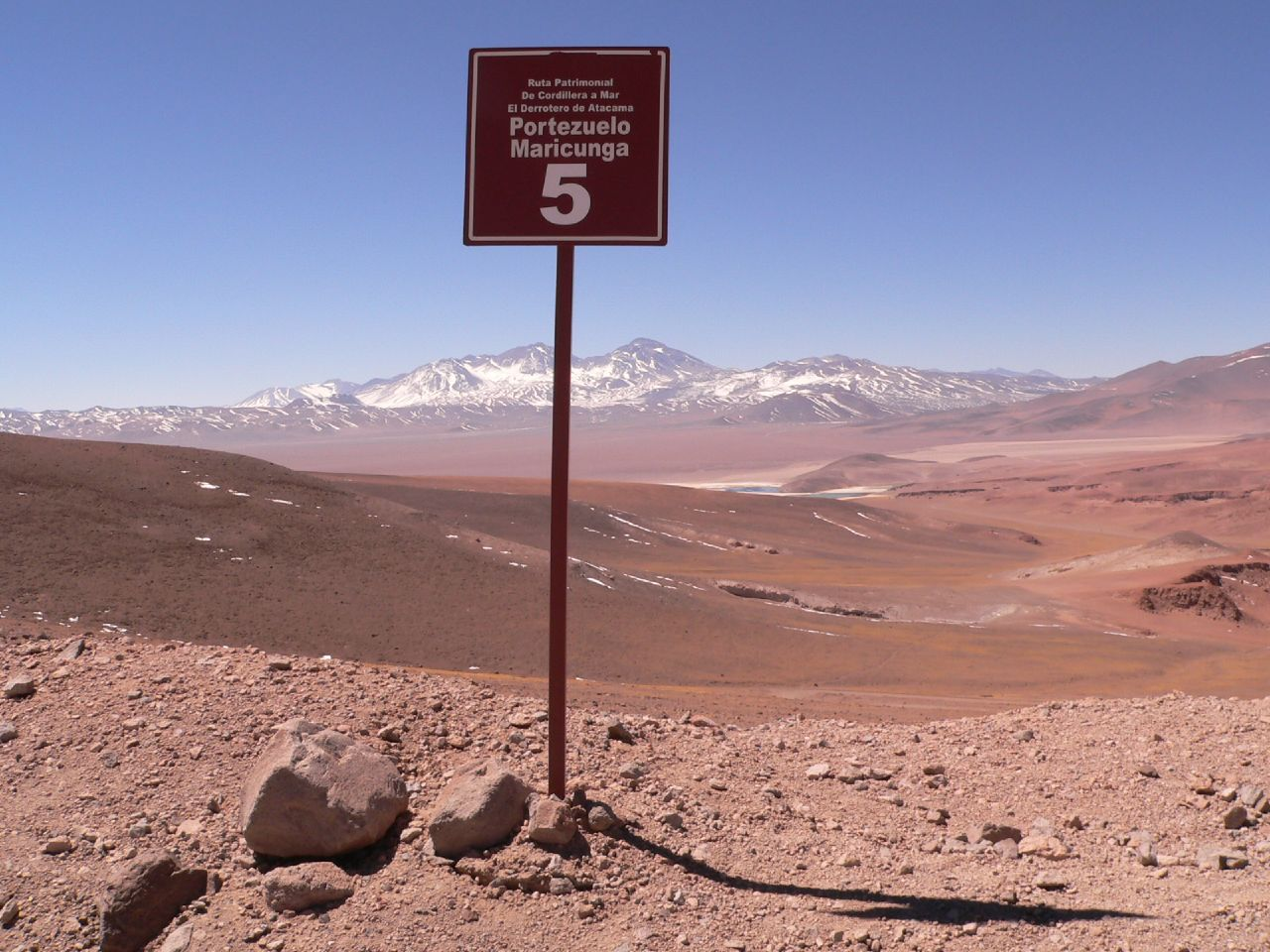

## 外部連結
- （西班牙文） Parque Nacional Nevado Tres Cruces

27°08′05″S 69°04′58″W / 27.1347°S 69.0827°W